# 乳突瘤蟹蛛
乳突瘤蟹蛛（学名：Phrynarachne mammillata）为蟹蛛科瘤蟹蛛属的动物。在中国大陆，分布于贵州等地。该物种的模式产地在贵州。